# Felipe Calderón
Felipe Calderón Hinojosa (ur. 18 sierpnia 1962 w Morelia) – meksykański polityk, związany z konserwatywną Partią Akcji Narodowej, prezydent Meksyku w latach 2006–2012.

## Elementy biograficzne
Ukończył ekonomię, prawo oraz administrację. Był prezesem Partii Akcji Narodowej w latach 1996–1999, potem prezesował państwowemu bankowi Banobras, a następnie wszedł do rządu jako minister energii. Gabinet opuścił w maju 2004.

## Wybory prezydenckie
Calderón wygrał wybory prezydenckie w Meksyku 2 lipca 2006, odnosząc minimalne zwycięstwo (poniżej 0,6 punktu procentowego różnicy); jednak uczciwość liczenia głosów była kontestowana m.in. przez podkomendanta Marcosa oraz przez przedstawicieli konkurencyjnego kandydata, Andrésa Obradora. Wyniki wyborów zostały ogłoszone 6 lipca 2006, lecz dopiero 5 września zostały one ostatecznie potwierdzone.
1 grudnia Calderón został zaprzysiężony na prezydenta Meksyku. Uroczystości w Kongresie towarzyszyły gwałtowne protesty działaczy Partii Rewolucji Demokratycznej. Pod parlamentem demonstrowały dziesiątki tysięcy zwolenników lewicy. Urząd szefa państwa pełnił pełną 6-letnią kadencję.
Jednym z głównym posunięć w polityce wewnętrznej prezydenta było wysłanie wojska do pomocy policji w walce z kartelami narkotykowymi (tzw. wojny narkotykowe w Meksyku). Jednakże pomimo licznych operacji wojskowych nie udało się ograniczyć wpływów karteli.

## Odznaczenia
Odznaczony m.in. duńskim Orderem Słonia w 2008 roku.